# Stagonospora euonymi
Stagonospora euonymi är en svampart som beskrevs av Sacc. 1884. Stagonospora euonymi ingår i släktet Stagonospora och familjen Phaeosphaeriaceae.   Inga underarter finns listade i Catalogue of Life.